# Matt Murphy
Pour les articles homonymes, voir Murphy.
Matthew Tyler Murphy, dit Matt Murphy ou Guitar Murphy, né le 28 décembre 1929 à Sunflower (Mississippi) et mort le 15 juin 2018 à Miami (Floride), est un guitariste américain de blues.

## Biographie
Matt Guitar Murphy est un guitariste de blues, connu pour être un des musiciens des Blues Brothers . Il apparaît dans les films « Les Blues Brothers » et « Blues Brothers 2000 ».
Matt Murphy est né à Sunflower (Mississippi). Mais c'est à Chicago où il alla s'installer en 1952 et qu'il entama sa longue association avec Memphis Slim, que sa carrière débuta.
Son sens du riff blues aux accents rock and roll lui valut de jouer avec les plus grands noms du blues comme Chuck Berry, Ike Turner, Etta James, Memphis Slim, Muddy Waters, Howlin' Wolf, Willie Dixon, etc.
On peut voir certains enregistrements sur les DVD américain blues festival.
Une guitare « Matt guitar Murphy » est fabriquée par Cort et, en mai 2011,  Delaney guitars a également sorti une guitare à son nom.
Il a été admis au Blues Hall of Fame en 2012.

## Discographie

### Disques personnels
- 1990 : Way down south  (Antone's)
- 1996 : The blues don't bother me! (Roesch Records)
- 2001 :  Lucky charm  (Roesh Records)

### Participations
- 1978 : A briefcase full of blues  (Atlantic) - (The Blues Brothers)
- 1979 : Live at Winterland Ballroom San Francisco (Speedball) (The Blues Brothers)
- 1980 : Original Soundtrack recording (Atlantic)- (The Blues Brothers)
- 1978 : Made in America (Atlantic) - (The Blues Brothers)
- 1989 : Live in Montreux (WEA) - (The Blues Brothers Band)
- 1992 : Red, White, and Blues (WEA) - (The Blues Brothers Band)
- 1997 : The Blues Brothers, Live from Chicago House of Blues  (siège d'une compagnie de musique blues) (The Blues Brothers)
- 1997 : Great Guitars (Joe Louis Walker) (Gitanes Production)